# 奥里尼勒塞克
奥里尼勒塞克（法語：Origny-le-Sec，法語發音：[ɔʁiɲi lə sɛk]）是法国奥布省的一个市镇，位于该省西部偏北，属于塞纳河畔诺让区。

## 地理
奥里尼勒塞克（48°27'58"N, 3°46'25"E）面积16.31 平方千米，位于法国大東部大區奥布省，该省份为法国中北部省份，北起马恩省，西接塞纳-马恩省，西南至约讷省，东南至科多尔省，东临上马恩省。
与奥里尼勒塞克接壤的市镇（或旧市镇、城区）包括：沙特尔、迈济耶尔-拉格朗德帕鲁瓦斯、奥尔维利耶圣于连、奥塞莱特鲁瓦迈松、帕尔莱罗米伊。

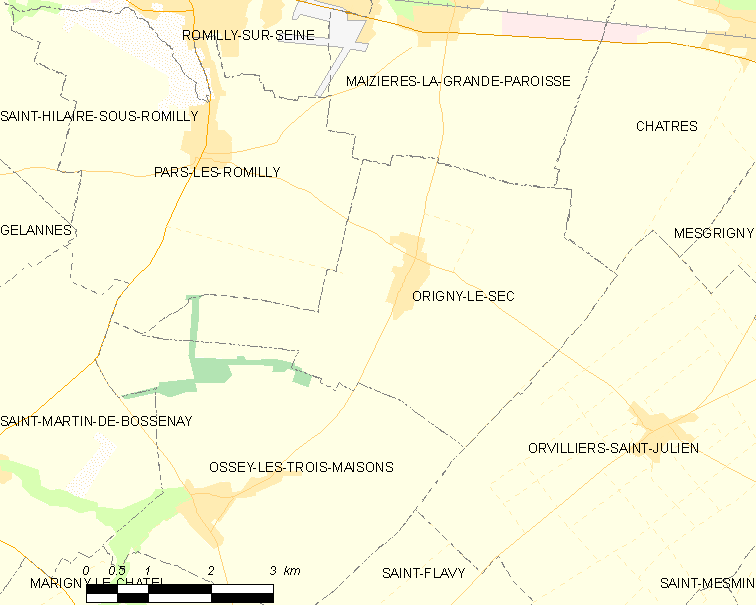
奥里尼勒塞克的OSM定位图

奥里尼勒塞克的时区为UTC+01:00、UTC+02:00（夏令时）。

## 行政
奥里尼勒塞克的邮政编码为10510，INSEE市镇编码为10271。

## 政治
奥里尼勒塞克所属的省级选区为圣利耶县。

## 人口

1962-2008年间奥里尼勒塞克人口变化图示

奥里尼勒塞克于2022年1月1日时的人口数量为603人。